# 執着
執着（しゅうちゃく、しゅうじゃく、サンスクリット語: अभिनिवेश、abhiniveśa）とは、仏教において、事物に固執し、とらわれること。主に悪い意味で用いられ、修行の障害になる心の働きとする。
執「著」と書くこともある。仏教用語というより、一般的な用語であり、現代語の執着(取, attachment)によく似た意味で、煩悩の用語としてのrāga（愛）あるいはlobha（貪）に近い。
サンスクリット原語は、abhiniveśa の他に、sakti、āsakti（没頭する事）、parigraha（摂取、所有）など良い意味でも使われる語が同時に執着の意味を持ち、grāha（にぎる、理解）、adhyavasāya（決知、判断）など認識にも関わる語が執着の意味で用いられる。